# ۷۹۷ (پیش از میلاد)
۷۹۷ (پیش از میلاد) ۷۹۷مین سال قبل از تقویم میلادی است.